# Cuanza-Sud
Cuanza-Sud (aussi écrit Kwanza-Sud) est une province d’Angola située sur la rive sud du fleuve Kwanza. Sa population est estimée à 600 000 habitants sur une surface de 55 660 km2. Sa capitale est la ville de Sumbe.

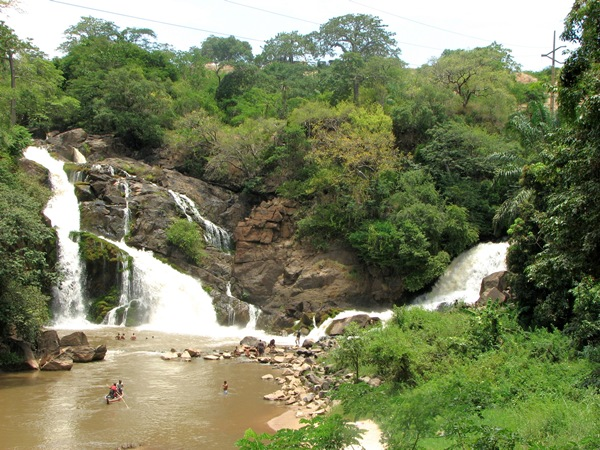
Cascades de Binda

## Municipalités
La province de Cuanza-Sud est divisée en 12 municipalités:
- Amboim
- Cassongue
- Cela
- Conda
- Ebo
- Libolo
- Mussende
- Porto Amboim
- Quibala
- Quilenda
- Seles
- Waku-Kungo